# János Mácza

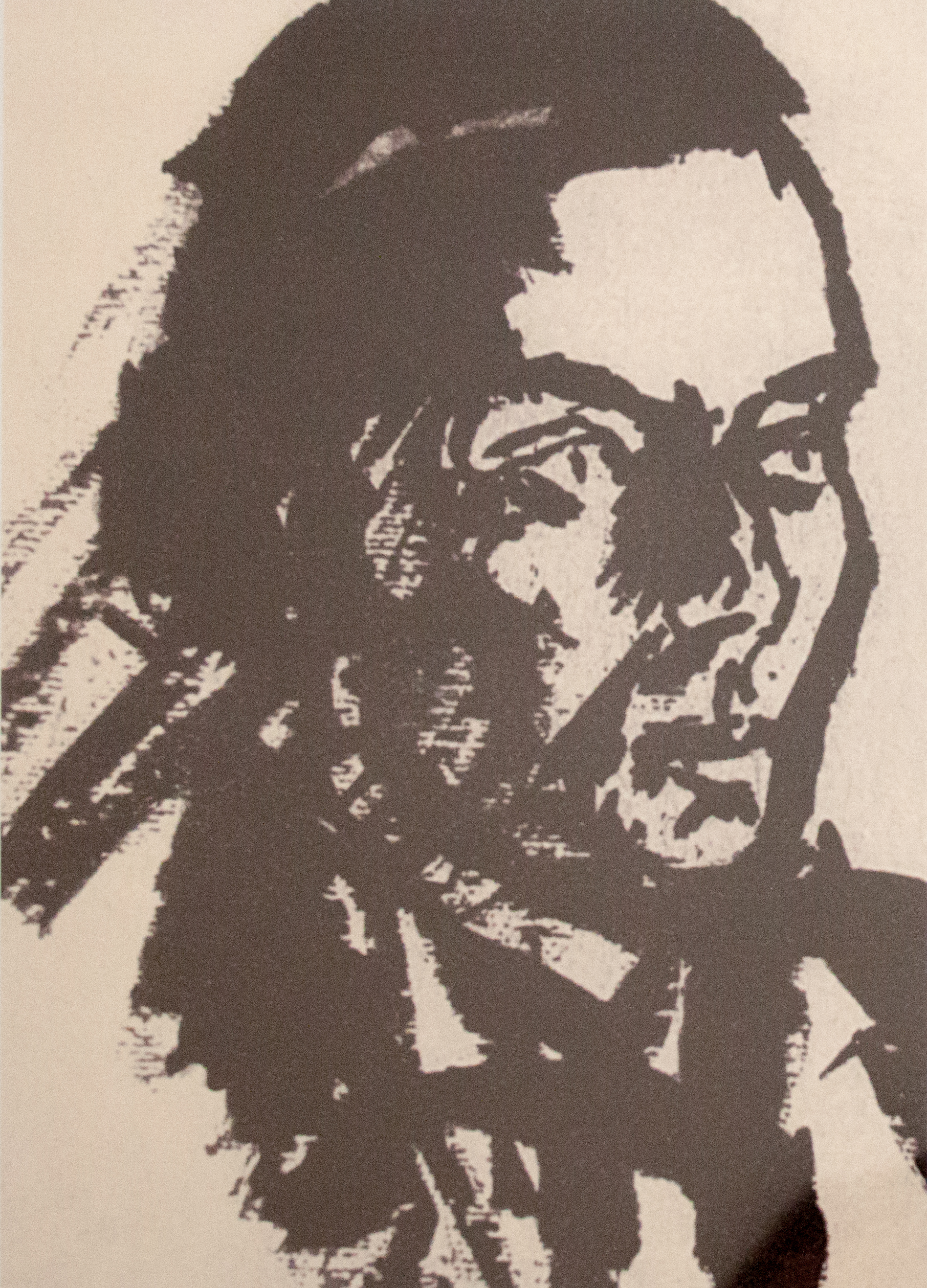
Porträt Máczas von József Nemes Lampérth (1917)

János Mácza (in der Sowjetunion Iwan Ludwigowitsch Maza, auch Matsa, russisch Иван Людвигович Маца; geboren 4. August 1893 in Nižný Hrabovec bei Vranov; gestorben 14. November 1974) war ein ungarischer Kunsthistoriker und Kulturwissenschaftler.

## Leben
Ab 1915 war Mácza Mitarbeiter der von Lajos Kassák herausgegebenen Monatszeitschriften A Tett (Die Tat, 1915/16) und MA (HEUTE, ab 1916), deren Schwerpunkte sowohl die Propagandierung der künstlerischen und literarischen Ideen der Avantgarde als auch die Veröffentlichung politisch radikaler, vor allem kommunistischer Autoren waren. Während der kurzlebigen Ungarischen Räterepublik unter Béla Kun war er 1919 stellvertretender Direktor des Budapester Nationaltheaters.
Nach dem Scheitern der Räterepublik im August 1919 kehrte Mácza in seine Heimat Oberungarn zurück und war in Kassa, das nun zur Tschechoslowakei gehörte, Mitherausgeber der kommunistischen Zeitung Kassai Munkás. Das auf Ungarisch erscheinende Blatt spielte eine Vorreiterrolle bei der Vorstellung und Übersetzung der neuen sowjetischen Kunst und Literatur.
Im Jahr 1923 übersiedelte Mácza in die Sowjetunion und trat im gleichen Jahr in die KPdSU ein.
Schwerpunkte seiner wissenschaftlichen Arbeit in den 1920er Jahren waren die Gebiete Ästhetiktheorie sowie Theorie und Geschichte der Architektur.
In Moskau lehrte er zunächst an verschiedenen Bildungseinrichtungen Kunsttheorie; ab 1928 dann an der Staatlichen Universität Moskau (MGU), wo er 1930 eine Professur erhielt. Dort begann er 1933 mit der Sammlung wertvoller Dokumente künstlerischer Aktivitäten aus der Zeit der sowjetischen Avantgarde. Teilweise gingen diese Bestände in den Besitz des Staatlichen Archivs für Literatur in Moskau über.
Von 1928 bis 1932 war Mácza Mitglied der Künstlergruppe Oktober (Октябрь).

Er war Träger des Ordens des Roten Banners der Arbeit (Орден Трудового Красного Знамени).
Sein Nachlass befindet sich im Petőfi-Literaturmuseum in Budapest.

## Veröffentlichungen

### In der UdSSR
- Iskusstvo sovremennoj Evropy. Gos. Izd., Moskau 1926. (Искусство современной Европы; übersetzter Titel: „Die Kunst des heutigen Europas“)
- Literatura i proletariat na Zapade. Kommunist. Akad. Sekcija lit. i isk, Moskau 1927. (Литература и пролетариат на Западе; übersetzter Titel: „Literatur und Proletariat in Westeuropa“)
- Iskusstvo ·epochi zrelogo kapitalizma na Zapade. Komm. Akad., Moskau 1929. (Искусство эпохи зрелого капитализма на Западе; übersetzter Titel: „Die Kunst der Epoche des Hochkapitalismus in Westeuropa“)
- Ocerki po teoreticeskomu iskusstvoznaniju. Kommunist. Akad. (Sekcija literatury, iskusstv i jazyka), Moskau 1930. (Очерки по теоретическому искусствознанию; übersetzter Titel: „Aufsätze über theoretische Kunstwissenschaft“)
- Sovetskoe iskusstvo za 15 let: Materialy i dokumentatsiya. Izogiz, Moskau und Leningrad 1933. (Советское искусство за 15 лет: Материалы и документация; übersetzter Titel: „15 Jahre Sowjetkunst: Materialien und Dokumentation“)
- A. Dejneka. Sov. Chudoznik, Moskau 1959 (А. Дейнека)
- Архитектура Чехословакии. Исторический очерк. Moskau 1959. (übersetzter Titel: „Architektur der Tschechoslowakei. Historische Beschreibung.“)
- Istorija ·esteticeskich ucenij. Universität Moskau, 1962. (История эстетических учений; übersetzter Titel: „Geschichte der ästhetischen Lehren. Lehrbuch.“)
- Problemy chudozestvennoj kul'tury XX veka. Izd. Iskusstvo, Moskau 1969. (Проблемы художественной культуры ХХ века; übersetzter Titel: „Probleme der künstlerischen Kultur des 20. Jahrhunderts“)

### In Ungarn
- Esztétika és forradalom. Gondolat, Budapest 1970 (übersetzter Titel: „Ästhetik und Revolution“)
- Legendák és tények tanulmányok a XX. század művészettörténetéhez Mácza János. Corvina, Budapest 1972 (übersetzter Titel: „Legenden und Fakten...“)
- A mai Európa művészete. A Petőfi Irodalmi Múzeum, Budapest 1978
- Eszmeiség, avantgarde, művészet. A Petőfi Irodalmi Múzeum, Budapest
Teil I: Irodalom és munkásosztály Nyugaton. (um 1981, ISBN 963-7411-34-8)
Teil II. Alkotó módszer és művészi örökség. (um 1983, ISBN 963-7411-39-9)